# Kamra
Kamra je  spletni informacijski portal, preko katerega lahko uporabniki brezplačno dostopajo do digitaliziranega znanja in kulturne dediščine Slovenije.

## O Kamri
Kamra je spletni informacijski sistem, ki na enem mestu ponuja dostop do digitaliziranih vsebin, polnih besedil, programov in projektov s področja kulturne dediščine Slovenije. Objekti oz. entitete so predstavljene kot zgodbe, ki prikazujejo izbrani dogodek, osebo ali pojav. Dodani so multimedijski elementi (fotogalerije, glasba, zvok, gibljive slike, tridimenzionalni viri…), kazalo, povezave na sorodne vsebine v portalu, nosilec zapisa, partnerji zapisa in kontaktne osebe.
Zapise ustvarjajo v splošnih knjižnicah, arhivih, muzejih in ostalih kulturnih institucijah, ki so najbolj kompetentne na področju, kar zagotavlja kvaliteto vsebin. Institucije izbirajo teme, ki so značilne za njihovo pokrajino npr.: 
- predstavitev lokalnega avtorja,
- dokumenti značilnih lokalnih društev,
- razglednice kraja,
- raziskovalne naloge,
- avdio in video zapisi lokalnih dialektov,
- filmsko domoznansko gradivo,
- lokalne etnografske vsebine,
- znamenite zgradbe

Portal omogoča iskanje v osnovnem iskanju ter po pokrajinah: Celjska, Gorenjska, Pomurska, Koroška, Obalnokraška, Osrednja Slovenija, Štajerska, Goriška, Dolenjska, Spodnja Podravska. Iščemo lahko tudi v naprednem iskanji po tipu vsebine, tipu multimedijskih elementov, vsebinskih kategorijah in pokrajinah. Ob brezplačni registraciji na portal nam je omogočeno komentiranje vsebin  portala.
Portal je vključen v projekt Europeana, njegove vsebine so od marca 2010 dostopne tudi v Evropski digitalni knjižnici. 
Na portalu je bilo do konca leta 2023 objavljenih 53.234 digitaliziranih objektov, ki so povezani v 958 digitalnih zbirk (zgodb). Svoje vsebine na portal prispeva 440 organizacij ali posameznikov.

### Namen portala
Nameni delovanja portala so:
- koordinirati zbiranje vsebin s področja kulture, izobraževanja, znanosti, socialnega področja, javnih informacij itd.;
- omogočiti uporabnikom kreativno sodelovanje v kulturnem in socialnem dogajanju;
- približati kulturno dediščino in dejavnosti, ki jih izvajajo predvsem knjižnice, arhivi in muzeji, vsem prebivalcem Slovenije
- ponuditi vsebine portala izobraževalnim ustanovam kot dodatno učno gradivo
- promovirati slovensko znanje in kulturo v svetu
- oljašati dostop do kulturnih vsebin vsem, ki iz različnih razlogov ne morejo obiskati kulturnih institucij
- trajno ohraniti slovensko kulturno dediščino v digitalni obliki